# Adrian von Ziegler
 (janvier 2016).
Adrian von Ziegler est un compositeur et musicien suisse né le 25 décembre 1989 à Zurich. Il est connu pour ses compositions musicales mises en ligne sur sa chaîne YouTube.

## Biographie
C'est à l'âge de 15 ans qu'Adrian von Ziegler acquiert sa première expérience musicale en tant que batteur dans un groupe de rock local en Suisse. Très vite, il quitte ce groupe en voulant commencer à composer sa propre musique. Il achète même sa première guitare à cette époque-là.
Entre 2007 et 2009, il enregistre plusieurs démos sous le nom d'artiste Indigo dans lesquelles la guitare va petit à petit laisser la place au synthétiseur. En 2008, sa musique va dépasser les frontières grâce à l'ouverture de son compte Myspace. Mais il a du mal à dépasser les 10 000 vues, ce qui va le pousser à tenter autre chose.
Durant l'été 2009, il découvre et commence à utiliser le logiciel Magix Music Maker, à la suite d'une demande de ses amis d'avoir une musique pour leur film amateur. C'est cet événement qui sera majeur pour la suite de son parcours. Il n'a alors plus qu'une idée en tête : partager ses compositions musicales dans le but de les faire découvrir à ses amis. C'est ainsi que le 1er août 2009, il crée sa chaîne YouTube et décide dans le même temps d'abandonner son nom d'artiste et d'utiliser son vrai nom.
En juin 2010, il sort son premier album Requiem. À partir de ce moment-là, il cherche à travailler avec un artiste qui puisse créer tous les aspects visuels, car il souhaite qu'il y ait quelque chose de plus professionnel. C'est comme ça qu'il fait la connaissance de Carina Grimm en août 2010, avec laquelle il s'est marié le 17 avril 2015.
Adrian Von Ziegler est également impliqué dans des œuvres caritatives, puisque 50 % de ses revenus sont reversés à l'organisation caritative « Charity: Water », ainsi que d'autres.

## Style musical
C'est grâce à son logiciel qu'il développe son style qu'il qualifie lui-même de « musique gothique néoclassique ». Les genres musicaux, au fil du temps, se diversifient : musique celtique, musiques du monde, musique électronique, metal, musique relaxante, musique émotionnelle…

## Discographie
| Albums                    | Années |
| ------------------------- | ------ |
| Requiem                   | 2010   |
| Lifeclock                 | 2010   |
| Wanderer                  | 2011   |
| Across Acheron            | 2011   |
| Mirror of the Night       | 2011   |
| Mortualia                 | 2012   |
| Spellbound                | 2012   |
| Starchaser                | 2012   |
| The Celtic Collection     | 2012   |
| Odyssey                   | 2012   |
| Feather and Skull         | 2013   |
| Vagabond                  | 2013   |
| Libertas                  | 2014   |
| The Celtic Collection II  | 2014   |
| Queen of Thorns           | 2014   |
| Moonsong                  | 2016   |
| Saga                      | 2018   |
| Fable                     | 2019   |
| The Celtic Collection III | 2019   |
| Veiled                    | 2020   |